# Valdallière
Valdallière ist eine französische Gemeinde mit 5.692 Einwohnern (Stand: 1. Januar 2022) im Département Calvados in der Region Normandie. Sie gehört zum Arrondissement Vire und zum Kanton Condé-en-Normandie. Das Gemeindegebiet wird von den Flüssen Allière und Souleuvre durchquert.
Die Gemeinde entstand im Zuge einer Gebietsreform zum 1. Januar 2016 durch die Fusion von 14 ehemaligen Gemeinden, die nun Ortsteile von Valdallière darstellen. Vassy fungiert dabei als „übergeordneter Ortsteil“ als Verwaltungssitz.

## Gliederung
| Ortsteil                 | ehemaliger INSEE-Code | Fläche (km²) | Einwohnerzahl (2013) |
| ------------------------ | --------------------- | ------------ | -------------------- |
| Bernières-le-Patry       | 14065                 | 15,67        | .0560                |
| Burcy                    | 14113                 | 11,52        | .0387                |
| Chênedollé               | 14156                 | 06,91        | .0239                |
| Estry                    | 14253                 | 10,75        | .0360                |
| La Rocque                | 14539                 | 04,93        | .0091                |
| Le Désert                | 14222                 | 03,88        | .0082                |
| Le Theil-Bocage          | 14686                 | 08,86        | .0220                |
| Montchamp                | 14442                 | 16,20        | .0598                |
| Pierres                  | 14503                 | 09,73        | .0192                |
| Presles                  | 14521                 | 09,03        | .0282                |
| Rully                    | 14549                 | 09,97        | .0214                |
| Saint-Charles-de-Percy00 | 14564                 | 06,61        | .0204                |
| Vassy (Verwaltungssitz)  | 14726                 | 31,01        | 1.838                |
| Viessoix                 | 14746                 | 12,87        | .0832                |

## Politik

### Bürgermeister
Der Bürgermeister heißt Frédéric Brogniart und ist von 2020 bis 2026 gewählt.
| Bürgermeister      | von  | bis  |
| ------------------ | ---- | ---- |
| Michel Roca (DVD)  | 2016 | 2020 |
| Frédéric Brogniart | 2020 | ?    |

### Partnergemeinde
Es besteht eine 2013 zwischen Vassy und dem Markt Triefenstein in Deutschland geschlossene Partnerschaft.

## Sehenswürdigkeiten
| - Bernières-le-Patry: - Kirche Saint-Gerbold - Schloss, Monument historique - Burcy: - Kirche Notre-Dame, Monument historique - Schloss - Herrenhäuser - Chênedollé: - Kirche Saint-Georges, Monument historique - Estry: - Kirche Notre-Dame - Herrenhaus - La Rocque: - Kirche Saint-Étienne-et-Sainte-Anne - Schloss La Rocque - Le Désert: - Kirche Notre-Dame - Schloss - Le Theil-Bocage: - Kirche Saint-Martin - Schloss Theil | - Montchamp: - Kirche Saint-Martin, Monument historique - Pierres: - Kirche Saint-Pierre - Presles: - Kirche Notre-Dame - Schloss - Rully: - Kirche Saint-Martin - Kapelle Notre-Dame de Consolation - Saint-Charles-de-Percy: - Kirche Saint-Charles, Monument historique - Schloss - Vassy: - Kirche Saint-Martin-Notre-Dame-et-Saint-André - ehemalige Kommende des Templerordens, Monument historique - Viessoix: - Kirche Saint-André |

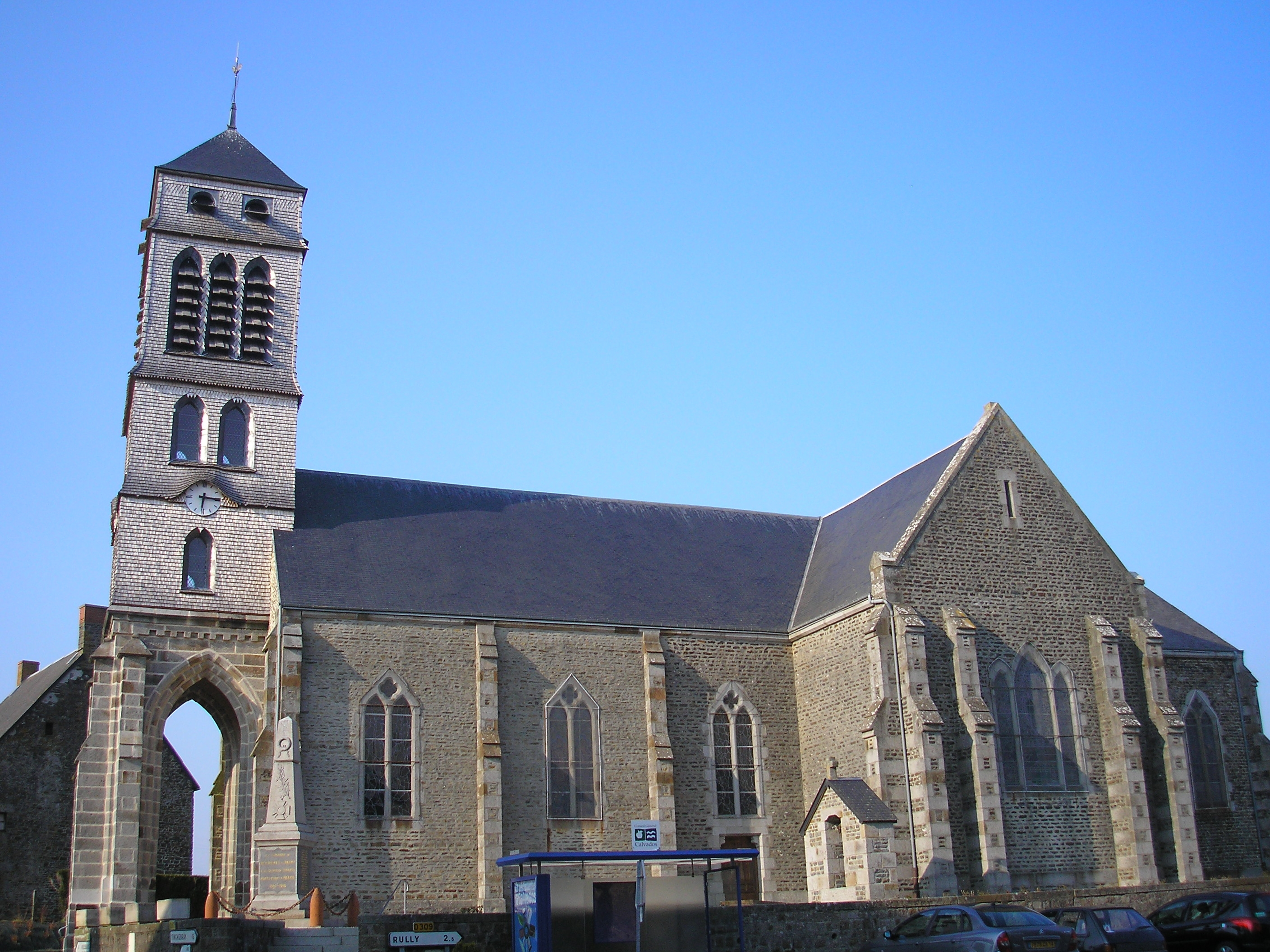
Kirche Saint-Gerbold
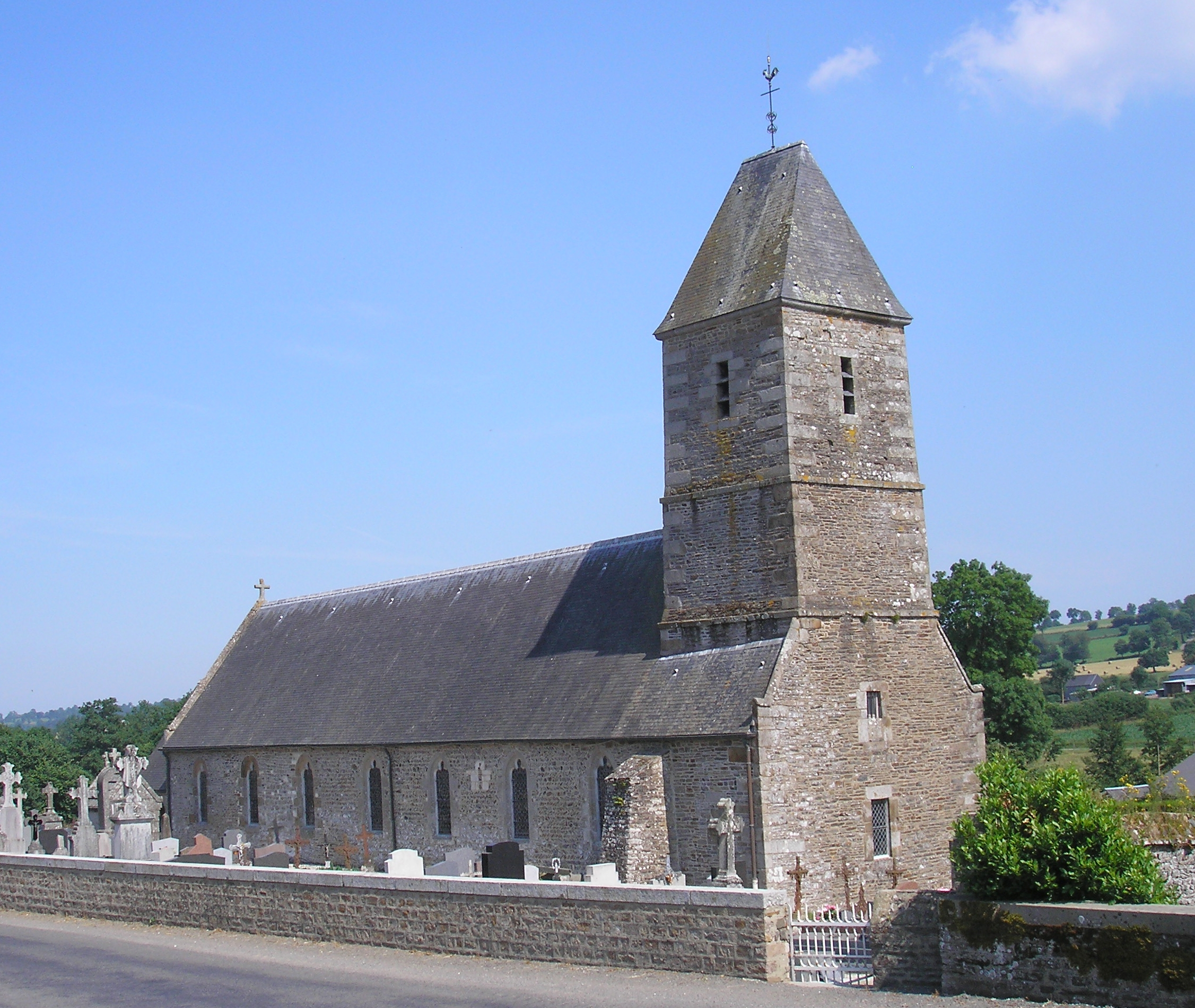
Kirche Notre-Dame in Burcy
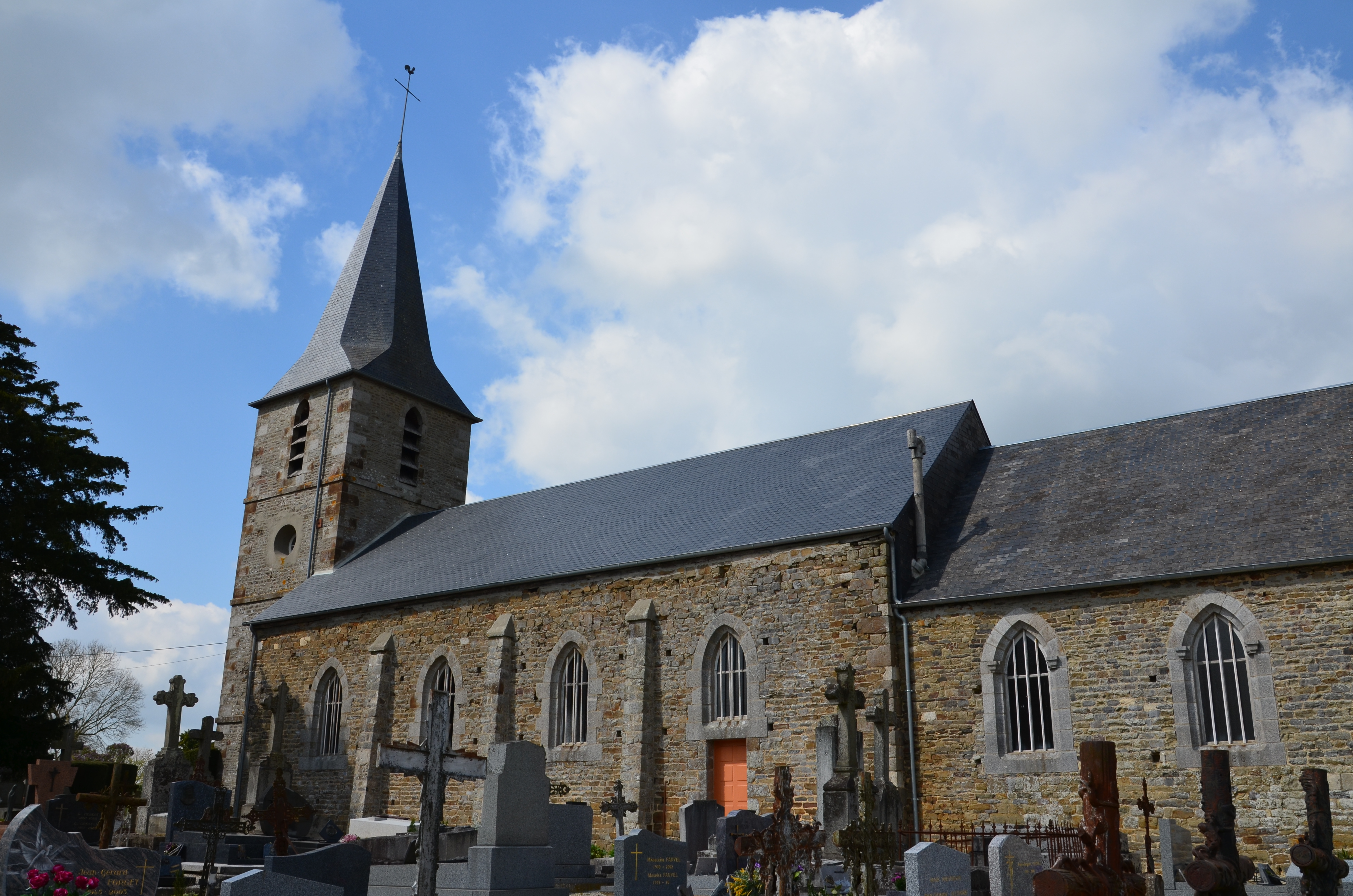
Kirche Saint-Georges
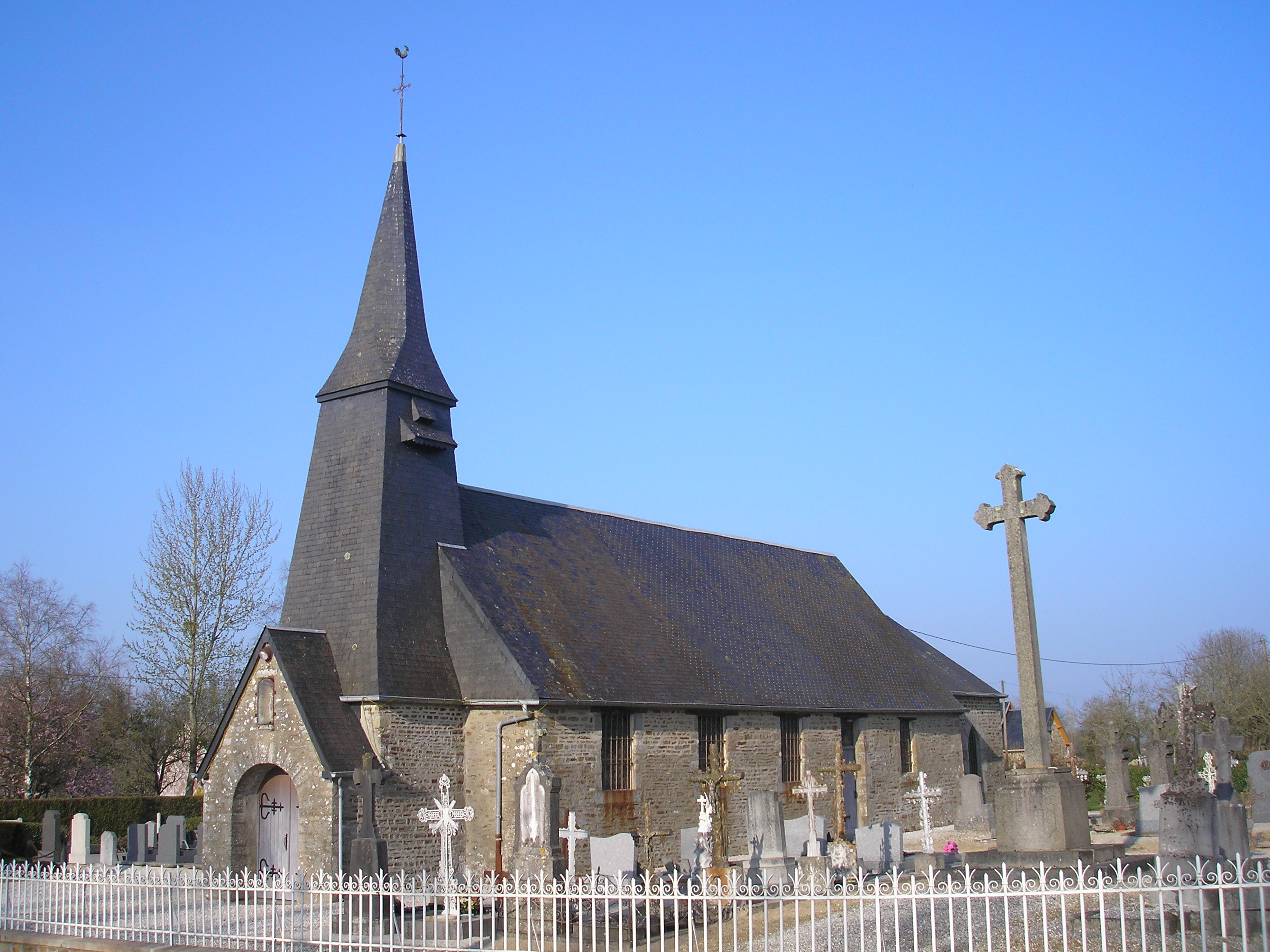
Kirche Saint-Étienne-et-Sainte-Anne
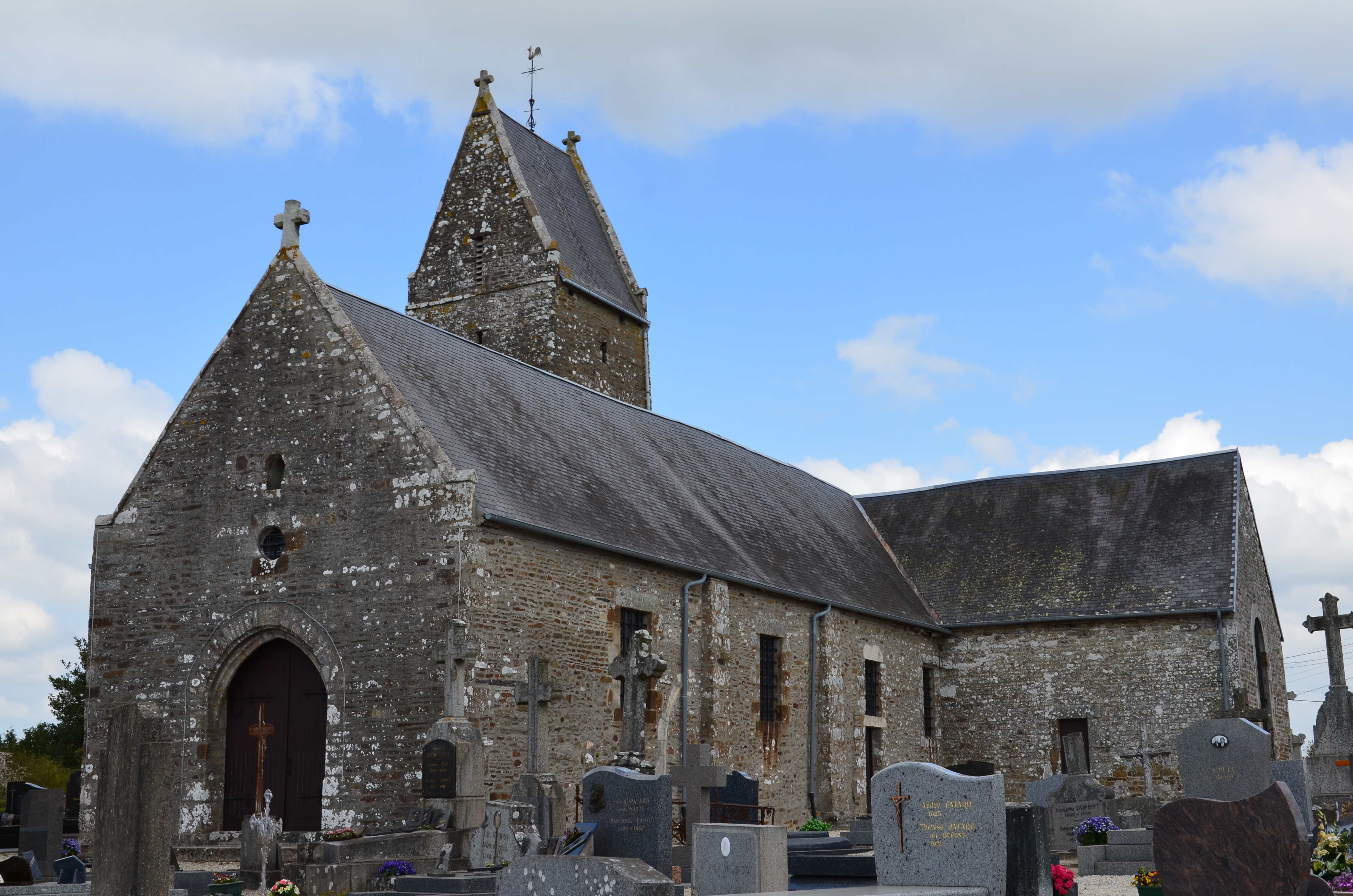
Kirche Saint-Martin in Le Theil-Bocage
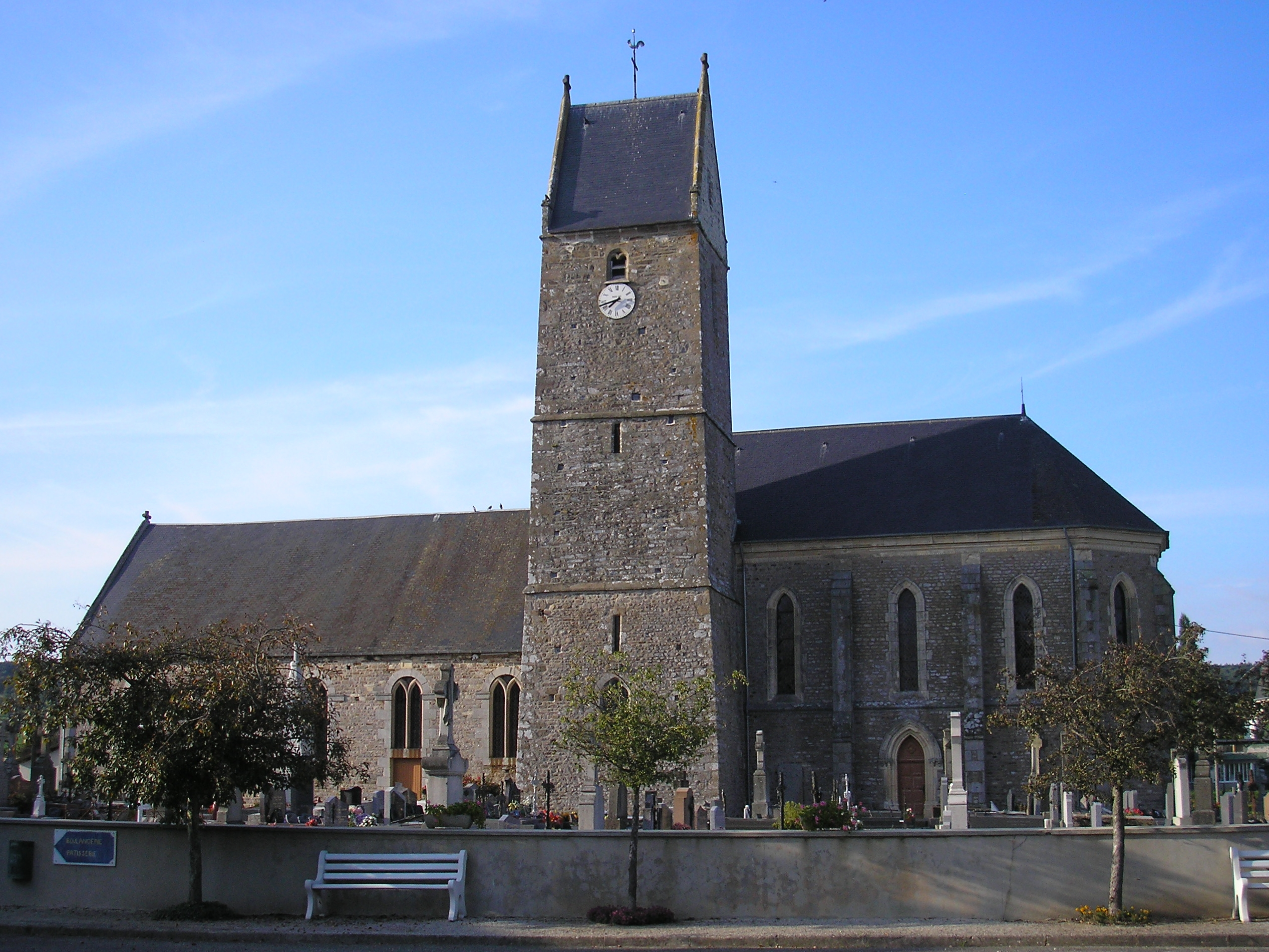
Kirche Saint-Martin in Montchamp
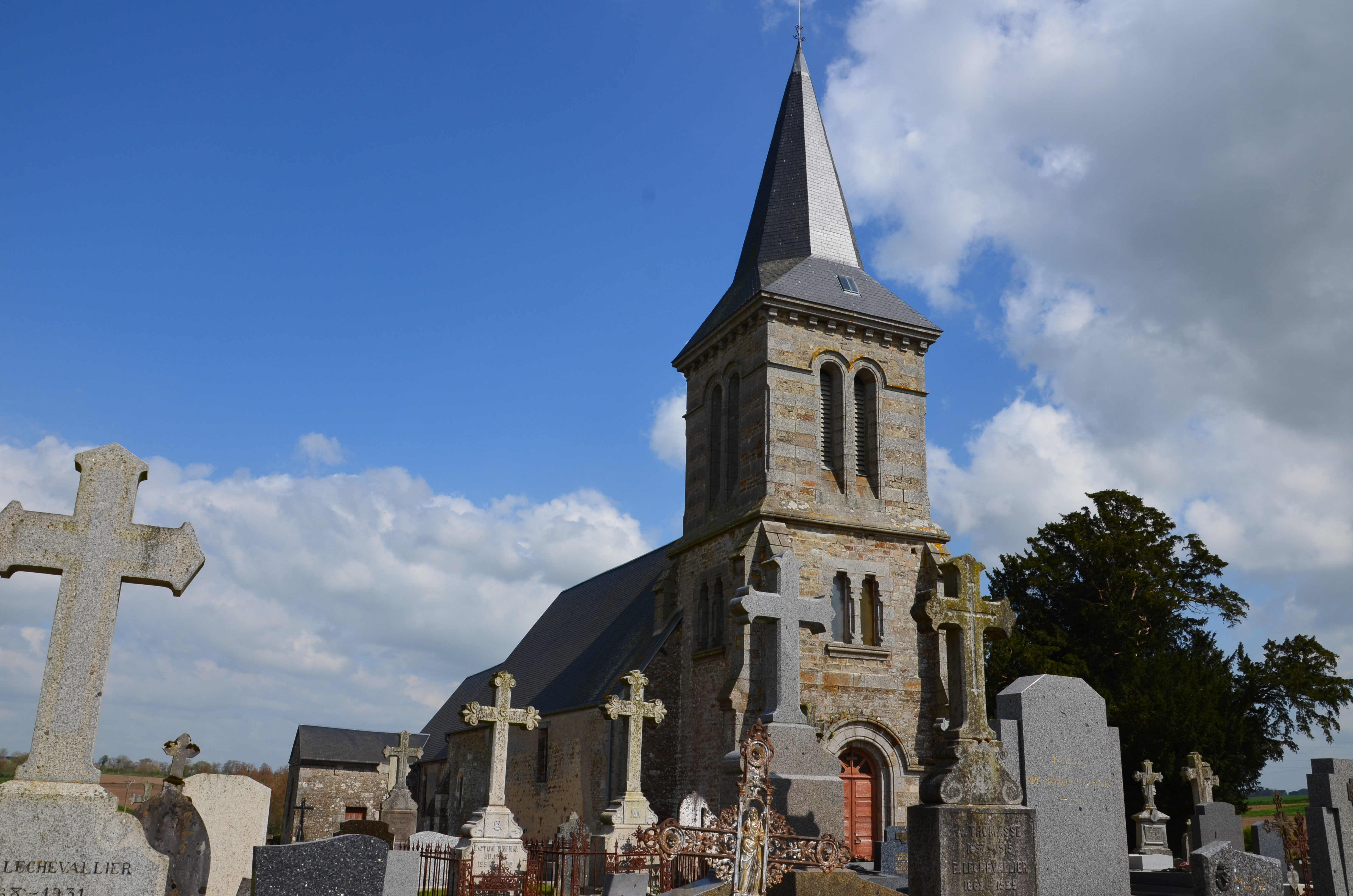
Kirche Saint-Pierre
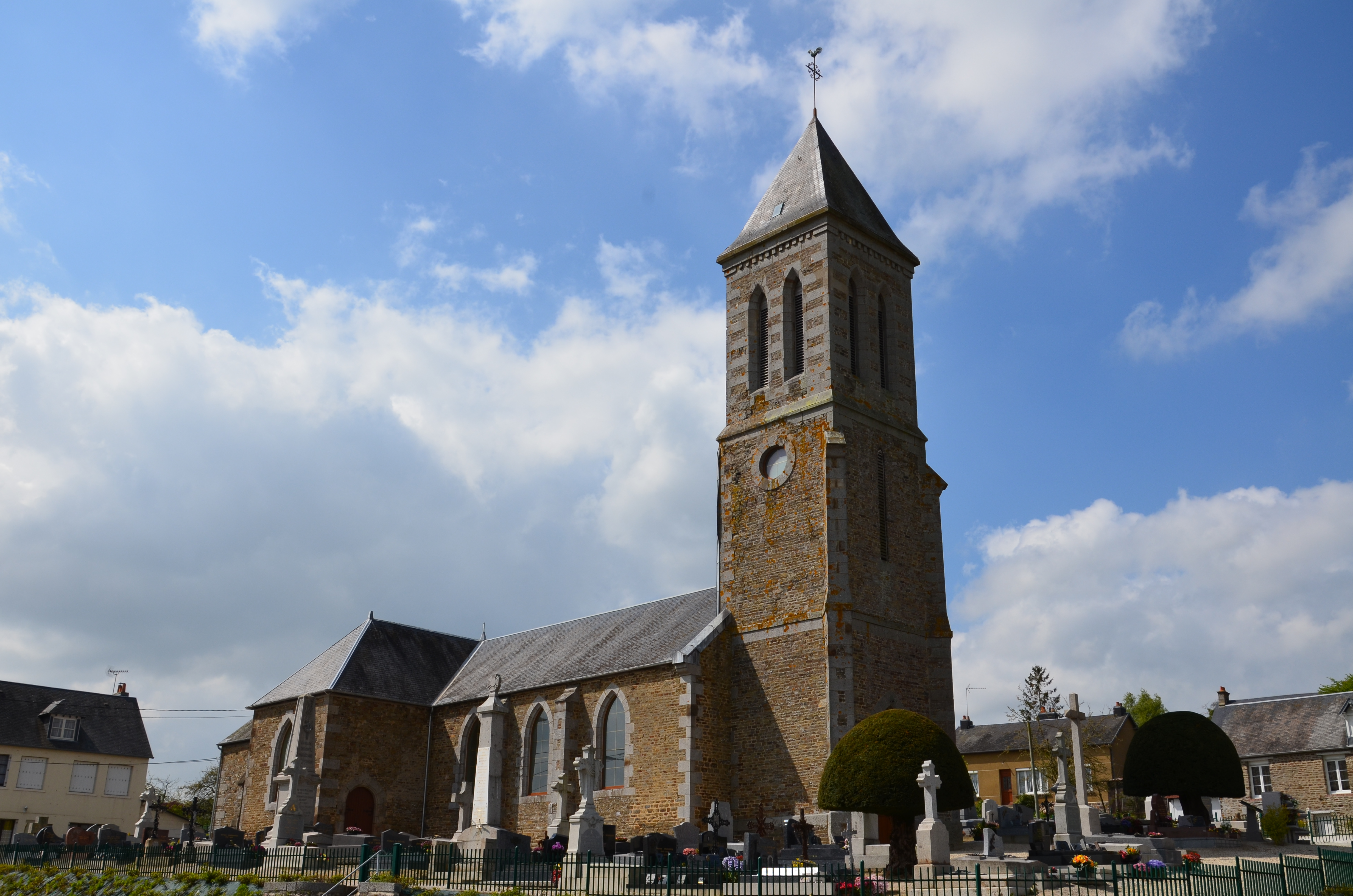
Kirche Notre-Dame in Presles
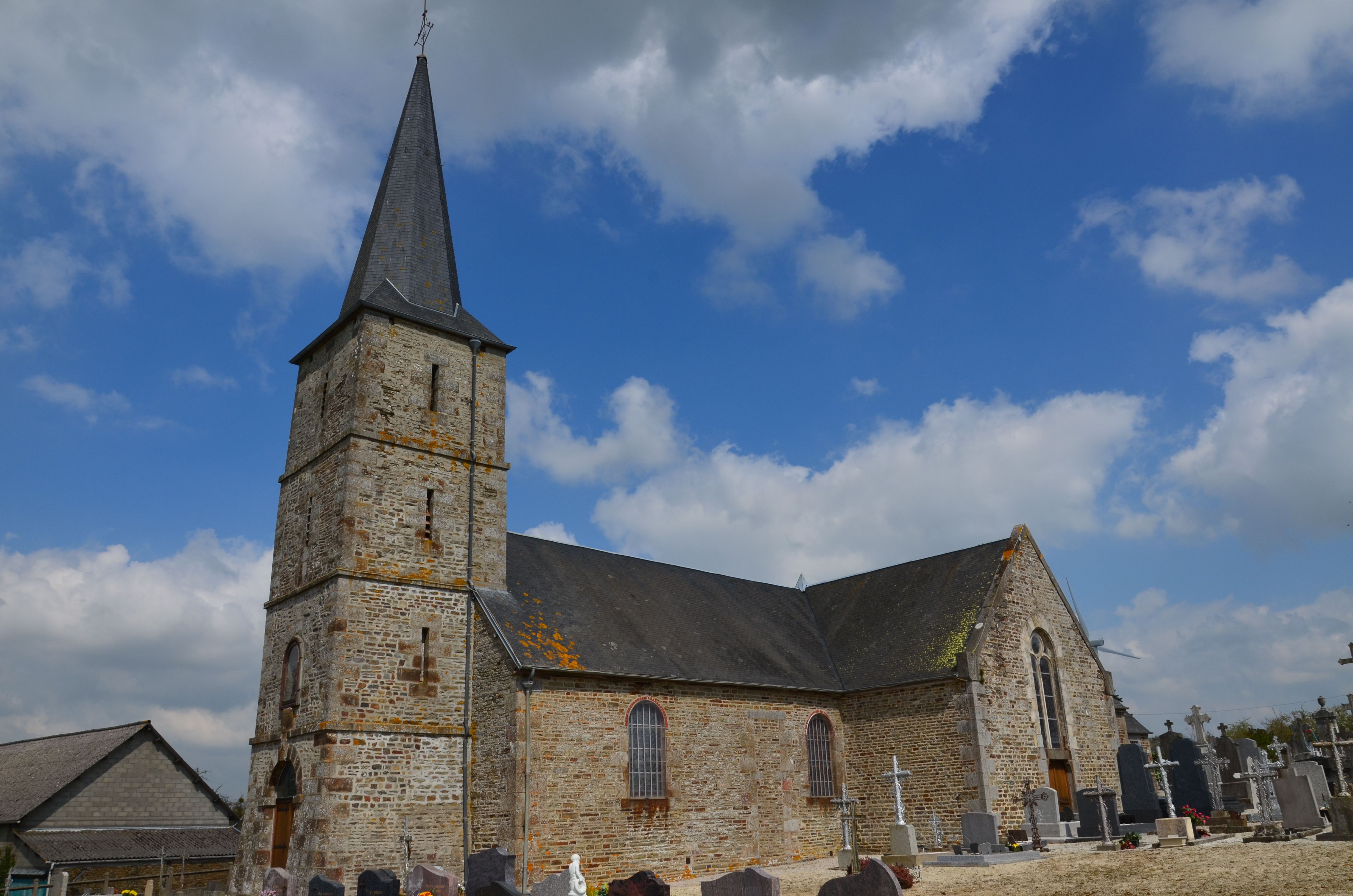
Kirche Saint-Martin in Rully
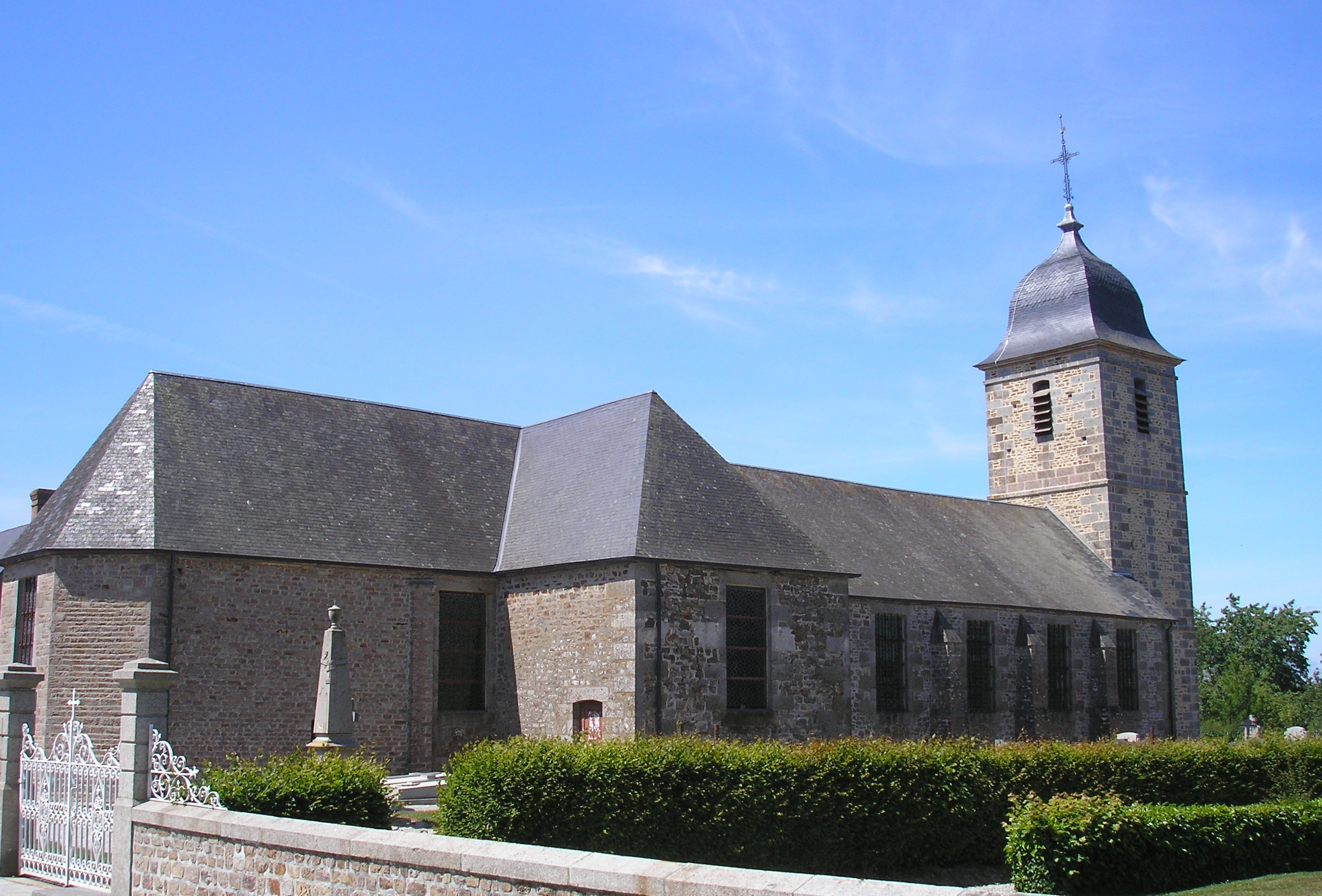
Kirche Saint-Charles
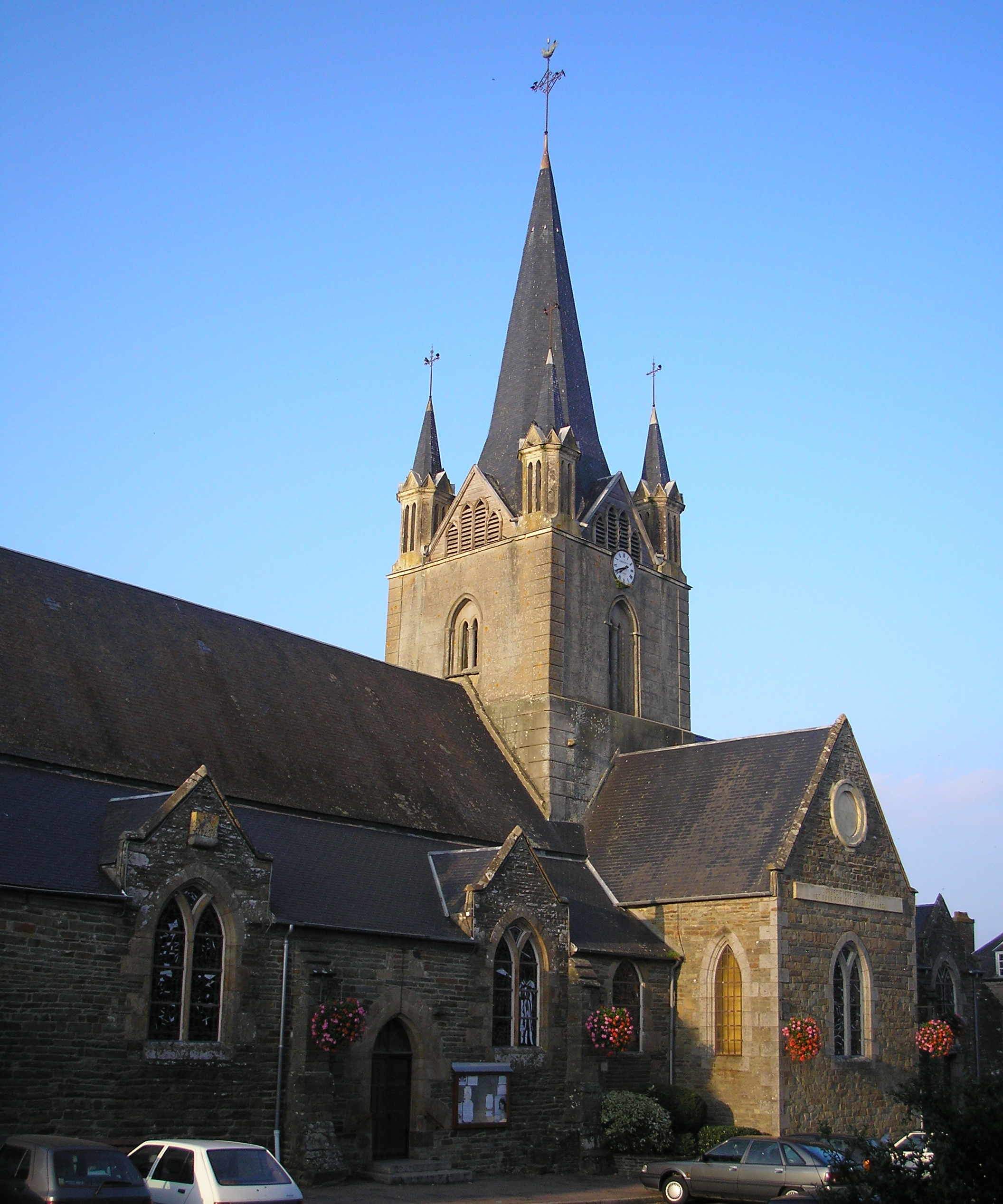
Kirche Saint-Martin-Notre-Dame-et-Saint-André
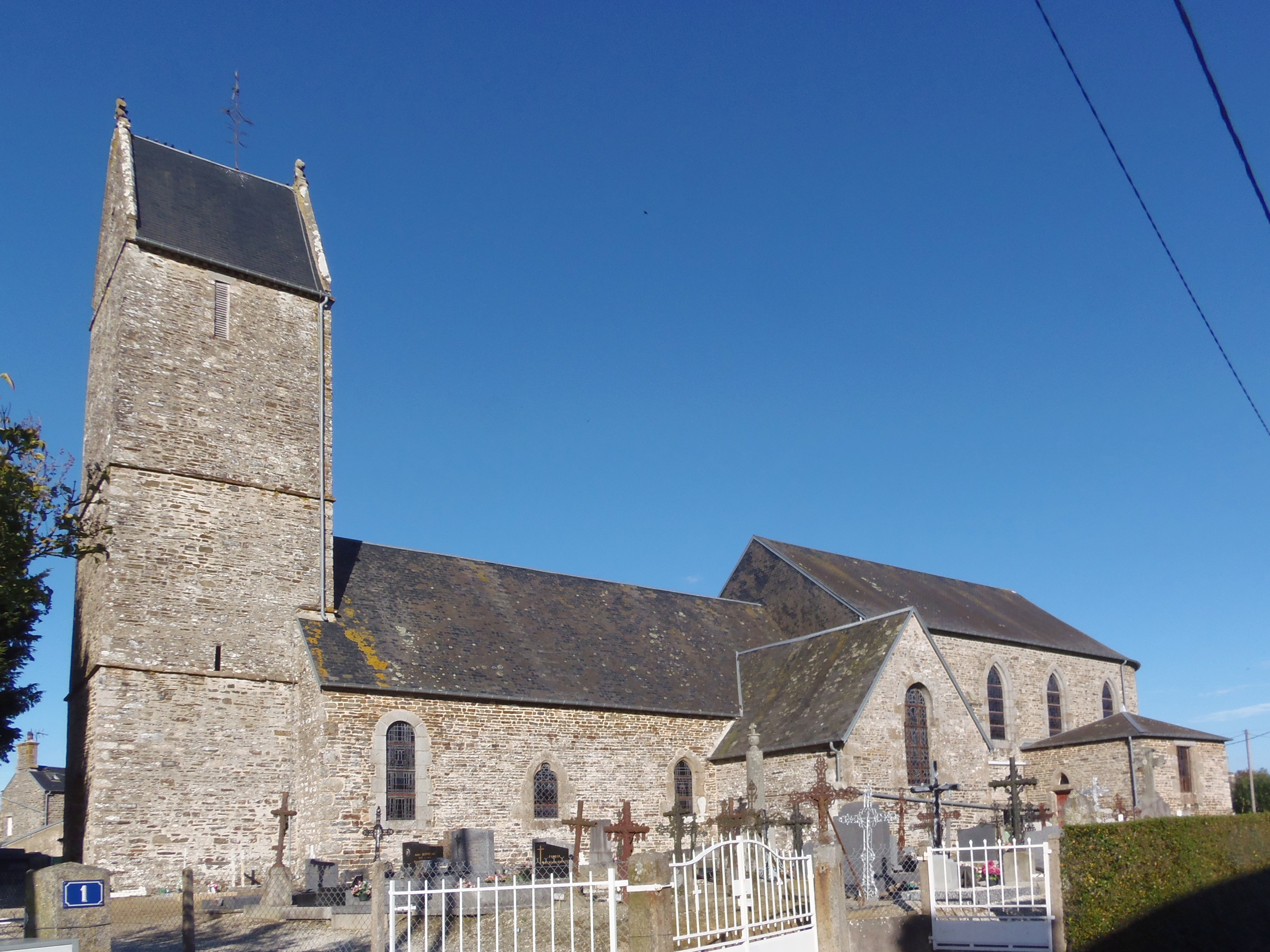
Kirche Saint-André